# فايبر
فايبر (بالإنجليزية: Viber)‏ هو تطبيق يعمل على الهواتف الذكية متعدد المنصات (أندرويد، و ios، وبلاك بيري، وويندوز فون، وسيمبيان سيريس 40، وويندوز، ووماك، ونوكيا)، يتيح للمستخدمين المراسلة الفورية وإجراء مكالمات هاتفية مجانية وإرسال رسائل (نصية، صور، فيديو، صوت) بشكل مجاني إلى أي شخص لديه هذا البرنامج، وهو من تطوير شركة فايبر ميديا يعمل على الشبكات الخلوية (جيل ثالث وجيل رابع) والشبكات اللاسلكية واي-فاي على حد سواء. يتوفر البرنامج بـ 10 لغات من بينها اللغة العربية.

## تاريخ
في البداية تم إطلاق البرنامج ليعمل على جهاز آيفون في 2 ديسمبر 2010 لينافس برنامج سكايب، وظهرت النسخة ماقبل النهائية لأندرويد في مايو 2011 وتم تحديد خمسين ألف مستخدم لها، وتم إطلاق النسخة النهائية منها في 19 يوليو 2011 في تاريخ 8 مايو 2012 بلغ عدد مستخدمي البرنامج 65 مليون مستخدم 
تم إطلاق البرنامج على أجهزة بلاك بيري وويندوز فون في تاريخ 8 مايو 2012  وفي تاريخ 11 سبتمبر 2012 بلغ عدد مستخدمي البرنامج 100 مليون مستخدم وفي نفس اليوم تم إطلاق التطبيقات لأجهزة نوكيا بمنصة سلسلة 40, نظام تشغيل سيمبيان وأجهزة سامسونج التي تعمل بنظام Bada 
في البداية تم الإعلان عن ميزة خدمة المكالمات الصوتية لتطبيقات أجهزة أندرويد وآيفون فقط مع تقديم وعود بتوفير هذه الميزة لكافة تطبيقات الأنظمة الآخرى.
في 22 سبتمبر 2012 تم توفير ميزة المكالمات الصوتية ذات الجودة العالية ومجموعات الرسائل على نظام ويندوز فون ولكن فقط لمستخدمي أجهزة نوكيا كجزء من الشراكة الحصرية مع شركة نوكيا.
في 7 مايو 2013 تم الإعلان عن إضافة تطبيق للحواسب الشخصية والمحمولة لكل من نظامي التشغيل ويندوز وماك.
في 13 فبراير 2014، استحوذت شركة راكوتن اليابانية على التطبيق مقابل 900 مليون دولار أمريكي.

## الميزات
عمل جميع الاتصالات الدولية مجانا شرط امتلاك الشخص المقابل للبرنامج
استخدام الرسائل النصية المجانية ورسائل الصوت والصورة
لا يتطلب أية تكلفه إضافية غير تكلفة الاتصال بالإنترنت

### خدمة فايبر آوت
خدمة فايبر آوت هي خدمة مدفوعة يقدمها برنامج فايبر من أجل إجراء المكالمات الصوتية من البرنامج إلى هواتف محمولة أو خطوط أرضية، خدمة فايبر آوت يتم المحاسبة عليها بحسب الاستهلاك، حيث تحدد الشركة عدة تعريفات تعتمد على البلد الذي يتم الاتصال به.

## الشركة المالكة
فايبر ميديا وهي شركة قبرصية  ومركز التطوير في بيلاروسيا  وإسرائيل. أسسها الأمريكي الإسرائيلي تالمون ماركو.
بتاريخ 14 فبراير 2014 تم شراء فايبر من طرف شركة راكوتن اليابانية مقابل مبلغ 900 مليون دولار.

## مشاكل الخصوصية
يقوم تطبيق الفايبر باستخلاص كافة المعلومات المتوفرة في دليل التلفونات  وتحميلها إلى خادم الفايبر. وهو ما يمكن التطبيق من إضافة جهات اتصال جديدة عن طريق الأرقام فقط. يستدعي هذا الإجراء موافقة المستخدم عند تحميل التطبيق من موقع Google Play على سبيل المثال. كما أن التطبيق يطلب منحه صلاحيات واسعة تشمل تغيير الملفات على الجهاز. التطبيق ينظر إليه بعين الريبة خصوصا وأن موقع الشركة غير معروف. ما هو معروف أن منشيء الشركة هو تالمون ماركو  الذي درس الإدارة وعلوم الحاسبات في جامعة تل أبيب وخدم لبضعة سنوات في الجيش الإسرائيلي. كما أن صاحب الشركة امتنع عن الإفصاح عن طريقة تمويل الشركة وكيفية تحقيقها لاي ايرادات.

### مشاكل التجسس
ترددت أنباء عن قيام البرنامج بالوصول إلى جميع الأسماء والرسائل وسجل الهاتف للمستخدم، حتى تلك التي ليست ضمن البرنامج، ولديه الصلاحية لمعرفة موقعك الجغرافي، وحساباته الشخصية وتسجيل الصوت والتقاط الصور وتسجيل الفيديو. كما يمكنه الوصول إلى جميع الملفات على هاتفك وقراءة إعدادات الهاتف وحتى البرامج التي تسخدمها.

## حجب فايبر
- في ديسمبر 2012 قامت وزارة الاتصالات في لبنان بحجب البرنامج على جميع شبكات الخليوي واتصالات خط المشترك الرقمي وذلك لأن البرنامج إسرائيلي.[25]
- في 5 يونيو 2013 قامت هيئة الاتصالات وتقنية المعلومات السعودية، بإيقاف تطبيق «فايبر»، وذلك لعدم استيفائه للمتطلبات التنظيمية المطلوبة والأنظمة السارية في السعودية.[26][27]
- في 09 مايو 2013 تحدى رئيس شركة الفايبر شركة الاتصالات السعودية بأنه سوف يخترق الحظر على برنامج الفايبر وسيكون بإمكان المستخدمين استخدام البرنامج بدون موافقة شركة الاتصالات السعودية.[28]

## وصلات خارجية
- الموقع الرسمي